# Vlaška nizina
Vlaška nizina (rumunjski: Câmpia Română) je nizina uz rijeku Dunav na jugu Rumunjske. Čini jednu cjelinu zajedno s nizinom Dunavskom pločom na sjeveru Bugarske. Sa sjevera i zapada je omeđena planinskim lancem Karpati, a s juga Dunavom. Prema istoku se nastavlja na brdovito područje Dobrudže. Geološki je dio starih stijena oko kojih je došlo do mladog nabiranja prilikom kojeg su nastali Karpati (tlo se na prostoru Vlaške nizine nije uzdiglo te je ostalo dio starog reljefa). Vlašku nizinu presijecaju mnoge rijeke koje teku s Karpata prema Dunavu (najvažnije su Olt, Jiu i Dâmboviţa). Tlo je vrlo plodno (prevladava prapor).
Vlaška nizina je najgušće naseljen i najrazvijeniji dio Rumunjske. Čini jezgru povijesne pokrajine Vlaške. Ime je dobila prema slavenskom nazivu za Rumunje (i ostale narode potekle od Rimljana) Vlasi. Najvažniji centar je glavni grad Bukurešt.